# Ungaria la Concursul Muzical Eurovision
Ungaria a participat la Concursul Muzical Eurovision de 17 ori. Prima participare ar fi fost Andrea Szulák în 1993, dar a ratat să se califice la runda de calificare. Cea mai bună clasare a Ungariei a venit chiar la prima participare, în 1994, la Dublin, prin melodia "Kinek mondjam el vétkeimet?", interpretată de Friderika Bayer.

## Participări

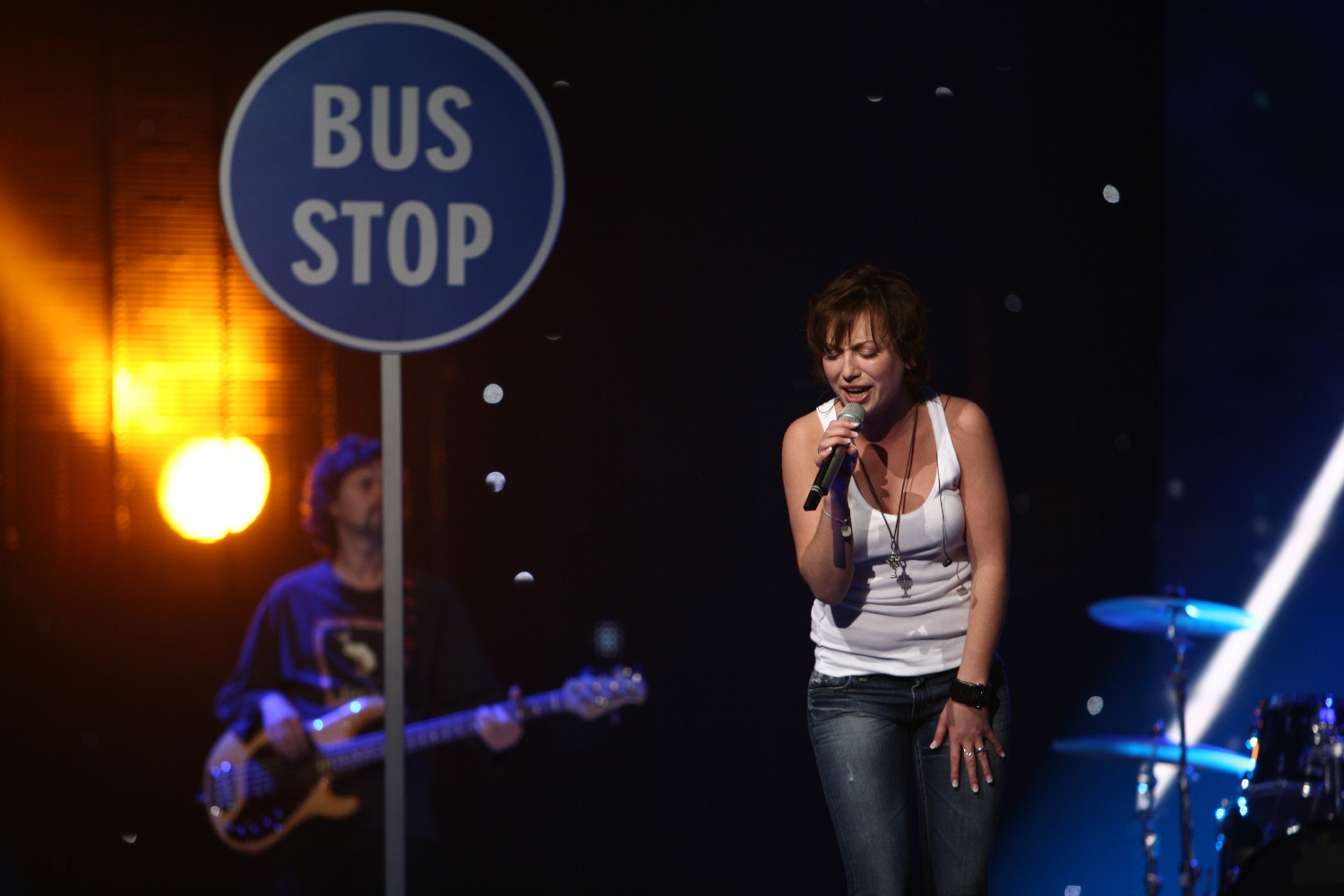
Magdi Rúzsa la Helsinki (2007)

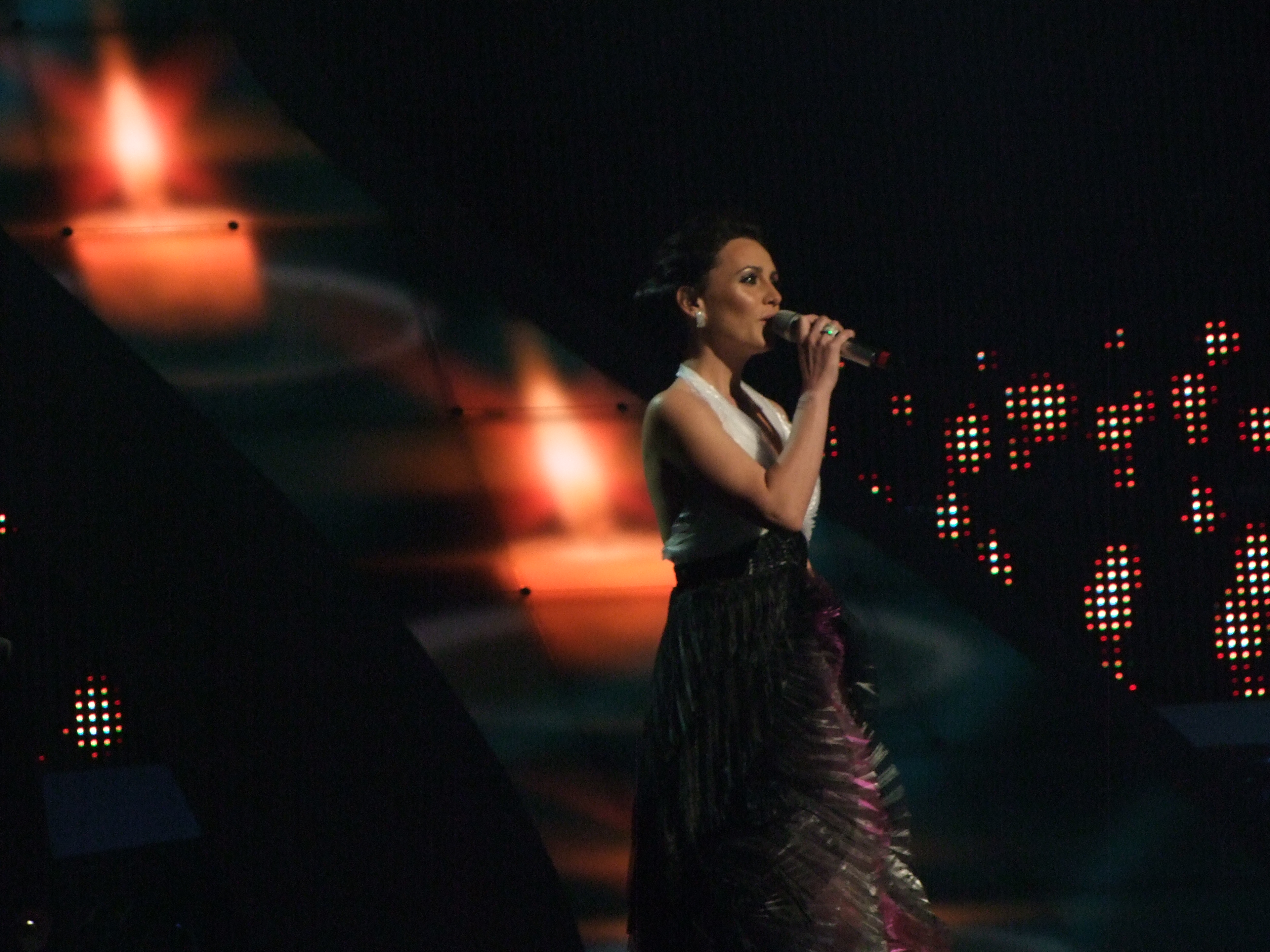
Csézy la Belgrad (2008)

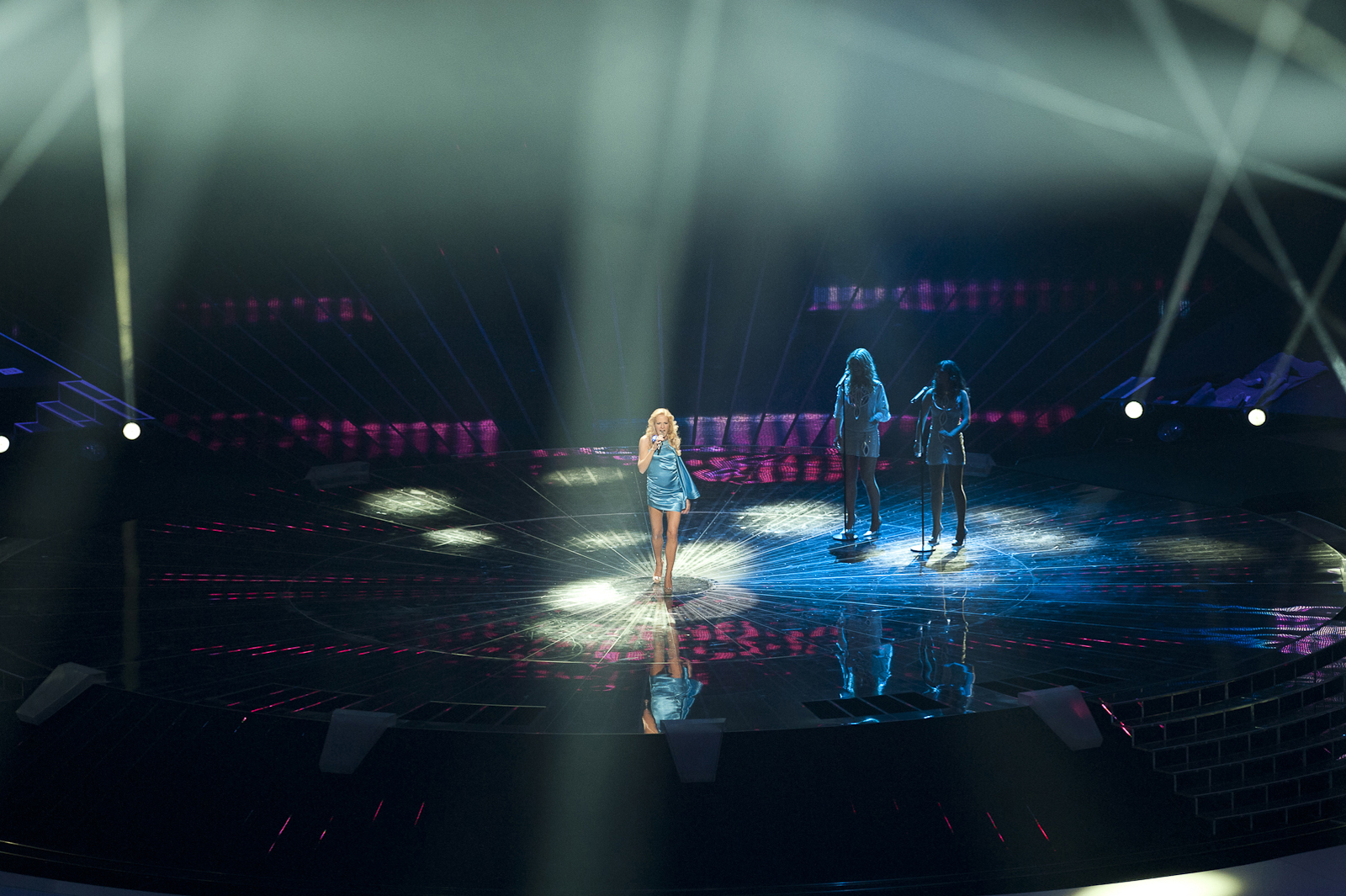
Kati Wolf la Düsseldorf (2011)

| An   | Gazda      | Artist                 | Titlu                           | Finala | Puncte | Semi | Puncte |
| ---- | ---------- | ---------------------- | ------------------------------- | ------ | ------ | ---- | ------ |
| 1994 | Dublin     | Friderika Bayer        | "Kinek mondjam el vétkeimet?"   | 4      | 122    |      |        |
| 1995 | Dublin     | Csaba Szigeti          | "Új név a régi ház falán"       | 22     | 3      |      |        |
| 1997 | Dublin     | V.I.P.                 | "Miért kell, hogy elmenj?"      | 12     | 39     |      |        |
| 1998 | Birmingham | Charlie                | "A holnap már nem lesz szomorú" | 23     | 4      |      |        |
| 2005 | Kiev       | NOX                    | "Forogj, világ!"                | 12     | 97     | 5    | 167    |
| 2007 | Helsinki   | Magdi Rúzsa            | "Unsubstantial Blues"           | 9      | 128    | 2    | 224    |
| 2008 | Belgrad    | Csézy                  | "Candlelight"                   | X      | X      | 19   | 6      |
| 2009 | Moscova    | Zoli Ádok              | "Dance with Me"                 | X      | X      | 15   | 16     |
| 2011 | Düsseldorf | Kati Wolf              | "What About My Dreams?"         | 22     | 53     | 7    | 72     |
| 2012 | Baku       | Compact Disco          | „Sound Of Our Hearts”           | 24     | 19     | 10   | 52     |
| 2013 | Malmö      | ByeAlex                | „Kedvesem (Zoohacker Remix)”    | 10     | 84     | 8    | 66     |
| 2014 | Copenhaga  | András Kállay-Saunders | „Running”                       | 5      | 143    | 3    | 127    |
| 2015 | Viena      | Boggie                 | ”Wars For Nothing”              | 20     | 19     | 8    | 67     |
| 2016 | Stockholm  | Freddie                | ”Pioneer”                       | 19     | 108    | 4    | 197    |
| 2017 | Kiev       | Joci Pápai             | ”Origo”                         | 8      | 200    | 2    | 231    |
| 2018 | Lisabona   | AWS                    | ”Viszlát Nyár”                  | 21     | 93     | 10   | 111    |
| 2019 | Tel Aviv   | Joci Pápai             | ”Az én apám”                    | X      | X      | 12   | 97     |